# Ельяшевич Лев Полікарпович
Ельяшевич Лев Полікарпович (нар. 16 лютого 1833 — 29 квітня 1884) — полковник, вихователь ППКК.

## Біографічні дані
Ельяшевич Лев Полікарпович, підполковник, із дворянського роду Полтавської губернії, народився 16 лютого 1833 р.
У 1850 році закінчив Петровський Полтавський кадетський корпус Л. Ельяшевича було переведено у Дворянський полк (Константинівське училище), звідки у 1852 р. його було випущено прапорщиком у гренадерську артилерійну бригаду. У 1856 р. було прикомандировано до ППКК, де він служив вихователем до самої відставки у 1883 р. У відставку вийшов полковником.
Брав участь у війні з англо-французами. Протягом першої кампанії 1854 р., з 29 травня по 15 листопада перебував у складі військ проміжного загону між Петербургом і Виборгом, а другу — 1855 р., з 17 квітня по 21 листопада, у складі військ, які охороняли Фінляндію і був під час бомбардування Свеаборга та дій проти Гельсингфорської оборонної позиції 28 і 29 липня.
Був одруженим, дві дочки і 4 сина. Усі закінчили Петровський Полтавський кадетський корпус:
- Ельяшевич Микола Левович — 1881;
- Ельяшевич Сергій Левович — 1884;
- Ельяшевич Олексій Левович — 1887;
- Ельяшевич Володимир Левович — 1895.

29 квітня 1884 р. Лев Полікарпович помер від швидкоплинних сухот горла, і поховано його було у родинному маєтку у с. Малі Будища, Полтавського повіту.

## Нагороди
- св. Володимира 4 ст. з бантом;
- св. Анни 2 і 3 ст.;
- св. Станіслава 2 і 3 ст.;
- Медаль за війну 1853–1855 рр.